# Stara matura dwujęzyczna
Stara matura dwujęzyczna – rodzaj starej matury zdawany w Polsce do 2005 roku włącznie, tylko w liceach dwujęzycznych. Uczniowie tych liceów mieli też możliwość zdawania matury takiej, jak obowiązująca w liceach ogólnokształcących, jeżeli nie chcieli przystąpić do matury dwujęzycznej. W niektórych szkołach w połowie ostatniego roku nauki organizowano dodatkowy egzamin wewnętrzny z języka będącego przedmiotem nauki dwujęzycznej, dopuszczający do zdawania matury dwujęzycznej. 

## Egzaminy
W skład matury dwujęzycznej wchodziły następujące egzaminy:
- obowiązkowy egzamin pisemny i ustny z języka polskiego, analogiczny do obowiązującego w innych typach szkół (z możliwością zwolnienia z części ustnej na tych samych zasadach)
- obowiązkowy egzamin pisemny z języka obcego, stanowiącego przedmiot nauki dwujęzycznej na poziomie dwujęzycznym – wyższym niż obowiązujący na zwykłej maturze; forma egzaminu różniła się pomiędzy liceami dwujęzycznymi o różnych profilach językowych, polegał on jednak zasadniczo na napisaniu kilku różnych dłuższych form wypowiedzi pisemnej (rozprawka, streszczenie) oraz teście rozumienia tekstu pisemnego, w którym występowały fachowe terminy z zakresu wykładanych dwujęzycznie przedmiotów (np. matematyczne, biologiczne, chemiczne czy fizyczne)
- obowiązkowy egzamin ustny z języka obcego, stanowiącego przedmiot nauki dwujęzycznej, bez możliwości zwolnienia w wyniku uzyskania bardzo dobrego wyniku egzaminu pisemnego, czy też posiadania certyfikatów językowych; egzamin ten miał formę podobną do egzaminu ustnego z języka polskiego, obowiązującego na nowej maturze – polegał na opracowaniu tematów z zakresu literatury kraju, którego dotyczyło nauczanie dwujęzyczne i obowiązujących lektur – zdający przygotowywali jednak około 20 tematów, spośród których już w toku egzaminu losowali temat do przedstawienia komisji
- obowiązkowy egzamin ustny z wybranego przedmiotu wykładanego dwujęzycznie – na egzaminie połowa pytań sformułowana była w języku obcym i w tym języku wymagano odpowiedzi, druga połowa sformułowana była w języku polskim i wymagała odpowiedzi w tym języku; w wypadku matury z historii pytania dotyczące historii powszechnej formułowano w języku obcym, natomiast historii Polski wyłącznie w języku polskim

Istniała także możliwość zdawania matury dwujęzycznej w wariancie umożliwiającym zdanie matury jako matury polskiej, w wypadku niezaliczenia egzaminu pisemnego z języka obcego, stanowiącego przedmiot nauki dwujęzycznej. W tym celu należało zdawać obok pisemnego języka obcego dwujęzycznego, egzamin pisemny z dowolnego przedmiotu wybranego. Po niezaliczeniu egzaminu pisemnego z języka obcego dwujęzycznego, tryb matury zmieniał się na zwykłą maturę polską – egzamin ustny z wybranego przedmiotu zdawany był po polsku, a w miejsce egzaminu ustnego z języka obcego dwujęzycznego należało zdać dowolny egzamin ustny z języka obcego na poziomie niedwujęzycznym.
Dodatkowo w 2005 roku uczniowie piątych klas pięcioletnich liceów dwujęzycznych mieli możliwość wyboru zdawania nowej matury, zasadniczo w wariancie niedwujęzycznym, ponieważ wariant dwujęzyczny nowej matury w większości wersji językowych nie był jeszcze wtedy dopracowany w stopniu umożliwiającym jego zdawanie.